# Перо Босић
Перо Босић (Горња Слатина, 20. мај 1921 — Градачац, јануара 1945), учесник Народноослободилачке борбе и народни херој Југославије.

## Биографија
Рођен је 1921. године у Горњој Слатини, у сиромашној породици. Пре рата је радио као трговачки помоћник.
Септембра 1941. године ступио је у Озренски партизански одред. Од 2. августа 1942. године био је борац Шесте источнобосанске бригаде.
Од 1942. године био је члан Комунистичке партије Југославије.
Поред Владе Перића Валтера и Омера Маслића, рањен је у четничком пучу од 8/9. маја 1942. док се борио у чети Зеничког НОП одреда. Овај пуч је као командир чете из Трећег ударног батаљона формираног у Зеничком одреду организовао Голуб Митровић (који је такође био члан Партије), са својим истомишљеницима који су изненадили праве партизане међу чијим је редовима смртно страдало око 30 бораца.
Након формирања Посавског партизанског одреда у другој половини септембра 1943, Перо је био постављен за команданта батаљона.
Погинуо је средином јануара 1945. године у борбама против немачких јединица.
Указом председника Федеративне Народне Републике Југославије Јосипа Броза Тита, 27. новембра 1953. године, проглашен је за народног хероја.